# Alfons Demming
Alfons Demming (ur. 29 lutego 1928 w Südlohn, zm. 31 października 2012 w Münster) – niemiecki duchowny rzymskokatolicki, w latach 1977-1998 biskup pomocniczy Münster.

## Życiorys
Święcenia kapłańskie przyjął 21 grudnia 1953 w diecezji Münster. 6 listopada 1976 papież Paweł VI mianował go biskupem pomocniczym tej diecezji, ze stolicą tytularną Gordus. Sakry udzielił mu 9 stycznia 1977 Heinrich Tenhumberg, ówczesny biskup diecezjalny Münster. 30 kwietnia 1998 zrezygnował z urzędu i przeszedł na wcześniejszą emeryturę w wieku 70 lat (biskupi wiek emerytalny to 75 lat). Od tego czasu pozostawał biskupem seniorem diecezji. Zmarł 31 października 2012 w wieku 84 lat.